# Московка Володимир Миколайович
Володимир Миколайович Московка (нар. 13 грудня 1950, місто Харків Харківської області) — український діяч, інженер по інструменту Харківського дослідно-експериментального заводу «Індекс». Народний депутат України 1-го скликання.

## Біографія
Народився в родині робітника.
У 1968 році — слюсар цегляного заводу № 2 міста Харкова. У 1968—1969 роках — слюсар заводу електроапаратури міста Харкова. Був засуджений до позбавлення волі за хуліганство.
У 1969—1970 роках — бетонник БМУ «Машбуд-3» тресту «Промбуд» міста Харкова. У 1970 році — бетонник БМУ «Пластмасбуд» тресту «Промбуд-2» міста Харкова. У 1970 році — бетонник БМУ «Машбуд-3» тресту «Промбуд» міста Харкова. У 1970—1971 роках — бетонник РБУ-3 «Міськрембудтресту» міста Харкова.
У 1971 році — муляр Донбаського ремонтно-будівельного спецуправління тресту «Укркольорметремонт» міста Горлівки Донецької області.
У 1971—1972 роках — муляр станції Харків-Сортувальний міста Харкова.
У 1972—1974 роках — підземний робітник очисного вибою шахти № 4-5 «Микитівська» міста Горлівки Донецької області.
У 1974—1975 роках — обмурівник БМУ № 3 тресту «Донецькшляхбуд» міста Горлівки.
У 1975—1976 роках — муляр спецдільниці БМУ «Крайспоживспілки» міста Уссурійськ Приморського краю РРФСР.
У 1976 році — слюсар «Дальенергоремонт» міста Артем Приморського краю РРФСР.
У 1976—1977 роках — підземний робітник очисного вибою шахти імені Ізотова міста Горлівки Донецької області.
З 1977 року — слюсар-складальник, майстер, начальник цеху, інженер по інструменту Харківського дослідно-експериментального заводу «Індекс».
Закінчив Харківський політехнічний інститут імені Леніна, інженер-механік.
Член КПРС з 1989 по 1990 рік.
18.03.1990 року обраний народним депутатом України, 2-й тур 47.73 % голосів, 11 претендентів. Входив до «Народної ради», фракції «Нова Україна». Секретар Комісії ВР України з питань гласності та засобів масової інформації.
Член ОСДПУ, голова Центральної ради ОСДПУ з грудня 1992 по травень 1994 року.